# سامي ييتس
سامي ييتس (بالإنجليزية: Sammy Yates)‏ هو لاعب كرة قدم بريطاني في مركز ظهير ‏، ولد في 18 مارس 1953 في بارنسلي في المملكة المتحدة. لعب مع غريمسبي تاون.